# Elisabeth Erdmann (Althistorikerin)
Elisabeth Hildegard Erdmann (* 24. Juli 1942 in Calw) ist eine deutsche Geschichtsdidaktikerin und Althistorikerin.

## Leben
Nach dem Besuch der Volksschule in Unterreichenbach (1948–1952) und des Hilda-Gymnasiums in Pforzheim (1952–1961), wo sie am 7. März 1961 das Abitur ablegte, studierte Elisabeth Erdmann  von Sommersemester 1961 bis Sommersemester 1965 Geschichte und Latein an der Universität Tübingen, wo sie im Sommer/Herbst 1965 die wissenschaftliche Prüfung für das Lehramt an Gymnasien ablegte. Währenddessen erlangte sie am 1. Juli 1962 das Graecum und am 26. Mai 1964 das Philosophicum. Vom 22. Dezember 1965 bis 3. April 1967 war sie Studienreferendarin am Studienseminar Karlsruhe, dem Reuchlin-Gymnasium Pforzheim zur schulpraktischen Ausbildung zugewiesen, und legte am 3. April 1967 die zweite Dienstprüfung ab. An der Universität Konstanz begann sie am 4. April 1967 die Arbeit an einer Dissertation bei Franz Georg Maier, die sie mit der Promotion am 30. April 1971 abschloss. Als Assessorin des Lehramts unterrichtete sie vom 15. April 1967 bis zum 31. Juli 1968 am Alexander-von-Humboldt-Gymnasium in Konstanz. Im Fachbereich Geschichte der Universität Konstanz war sie als wissenschaftliche Hilfskraft von 1. August 1968 bis 31. August 1969 tätig. Wissenschaftliche Angestellte für die archäologische Grabung in Alt-Paphos/Zypern war sie von 1. September 1969 bis 28. Februar 1973. Nach Berufung Franz Georg Maiers nach Zürich hatte sie nur noch eine halbe Stelle für archäologische Forschung (1. März – 31. Juli 1973) und lehrte gleichzeitig mit halbem Deputat in den Fächern Geschichte, Latein und Religion am Internat Schloss Gaienhofen. Am 15. Oktober 1973 wurde sie zur Studienassessorin, am 21. April 1976 zur Studienrätin, am 16. Juli 1980 zur Studienrätin an einer Hochschule und am 15. April 1982 zur Oberstudienrätin an einer Hochschule ernannt. In den großen Ferien (1973/1974/1976) war sie wissenschaftliche Mitarbeiterin und Stellvertreterin von Dietwulf Baatz bei den Ausgrabungen von Mezad Tamar (Kasr Gehainije) in Israel unter Leitung von M. Gichons, Universität Tel Aviv, und Dietwulf Baatz. Von 1. August 1975 bis 16. April 1980 war sie Assistentin im Fach Geschichte der Pädagogischen Hochschule Freiburg. An den Ausgrabungen in Tiryns, Griechenland unter Leitung von Klaus Kilian vom Deutschen Archäologischen Institut Athen nahm er von 31. August bis 9. Oktober 1981 teil. Von 1. April 1984 bis 31. März 1985 war sie beurlaubt, um im Rahmen des von der Volkswagenstiftung geförderten Projekts Antike in der Moderne zu arbeiten, u. a. in Braunschweig und in Paris. Von 1. Oktober 1988 bis 31. März 1989 hatte sie lediglich eine halbe Stelle, um die 1984 begonnene Arbeit voranzubringen und dann war sie wieder vollbeschäftigt.
Mit der Arbeit Die Römerzeit im Selbstverständnis der Franzosen und Deutschen. Lehrpläne und Schulbücher 1850-1918. wurde sie am 4. Dezember 1991 an der Universität Dortmund habilitiert und erhielt die Venia legendi für Didaktik der Geschichte unter besonderer Berücksichtigung der Alten Geschichte. Im Wintersemester 1993/94 war sie Gastprofessorin an der Humboldt-Universität zu Berlin für Didaktik der Geschichte. Ab Sommersemester 1994 war bis Inhaberin des Lehrstuhls für Didaktik der Geschichte an der Universität Erlangen-Nürnberg bis zur Emeritierung nach dem Wintersemester 2006/07. Währenddessen war sie von 2001 bis 2003 Prodekanin der erziehungswissenschaftlichen Fakultät und von 2003 bis 2005 Dekanin der erziehungswissenschaftlichen Fakultät. Sie war eines der Gründungsmitglieder von AGE (Alte Geschichte für Europa) e.V. und von 1994 bis 2001 die Vorsitzende,  2004 wurde sie zur Ehrenvorsitzenden.  Von 2001 bis 2011 war sie President der International Society for History Didactics, seit 2011 ist sie Honorary President dieser Gesellschaft.

## Veröffentlichungen (Auswahl)
- Die Rolle des Heeres in der Zeit von Marius bis Caesar. Militärische und politische Probleme einer Berufsarmee. Schmidt, Neustadt 1972. (= Dissertation)
- Nordosttor und persische Belagerungsrampe in Alt-Paphos. Teil 1. Waffen und Kleinfunde. (Ausgrabungen in Alt-Paphos auf Cypern; Heft 1). Verlag Philipp von Zabern, Mainz am Rhein 1977, ISBN 3-87940-102-0.
- Römische Zivilisation an Rhein und Donau. Schöningh, 1980 Paderborn.
  - Römische Zivilisation an Rhein und Donau. Arbeitsheft. Schöningh, 1980 Paderborn, ISBN 3-506-15111-8.
  - Römische Zivilisation an Rhein und Donau. Lehrerheft. Schöningh, 1980 Paderborn, ISBN 3-506-15112-6.
  - Römische Zivilisation an Rhein und Donau. Materialheft. Schöningh, 1980 Paderborn, ISBN 3-506-15110-X.
- mit Gerd Biegel (Hrsg.): Wie lebten die Soldaten im römischen Reich?. (Beiträge Museum und Schule; Nummer 1). Schillinger, Freiburg im Breisgau 1981, ISBN 3-921340-75-6.
- Merdingen. Aus Archäologie und Geschichte. Materialien zur Einbeziehung von Bodendenkmälern und historischer Bauten in dem Geschichtsunterricht. (Beiträge Museum und Schule; Nummer 2). Schillinger, Freiburg im Breisgau 1985, ISBN 3-89155-007-3.
- Leben unter römischer Herrschaft. Die Römerzeit im heutigen Baden-Württemberg. Neckar-Verlag, Villingen-Schwenningen 1986, ISBN 3-7883-0852-4.
- mit Brigitte Beyer, Lothar Böhnert, Volker Pfeiffer (Hrsg.): Staufen im Breisgau. Geschichte und Gegenwart. Kehrer, Freiburg im Breisgau 1981, ISBN 3-923937-69-5.
- Die Römerzeit im Selbstverständnis der Franzosen und Deutschen. Lehrpläne und Schulbücher aus der Zeit zwischen 1850 und 1918 . (Dortmunder Arbeiten zur Schulgeschichte und zur historischen Didaktik; Band 19). Brockmeyer, Bochum 1992, ISBN 3-8196-0045-0. (= Habilitationsschrift)
- (Hrsg.): Verständnis wecken für das Fremde. Möglichkeiten des Geschichtsunterrichts. (Studien zu Politik und Wissenschaft). Wochenschau Verlag, Schwalbach 1999, ISBN 3-87920-482-9.
- Rom (Unterricht Geschichte. Reihe A; Band. 4). Aulis Verlag Deubner, Köln 2000, ISBN 3-7614-2273-3.
- mit Uwe Uffelmann (Hrsg.): Das Altertum. Vom Alten Orient zur Spätantike. Schulz-Kirchner, Idstein 2001, ISBN 3-8248-0410-7.
- mit Hans Kloft (Hrsg.): Mensch – Natur – Technik. Perspektiven aus der Antike für das dritte Jahrtausend. Aschendorff, Münster 2002, ISBN 3-402-05911-8.
- (Hrsg.): Thematische Längsschnitte für den Geschichtsunterricht in der gymnasialen Oberstufe. (Bayerische Studien zur Geschichtsdidaktik; Band 4). Ars Una, Neuried 2003, ISBN 3-89391-489-7.
- mit Robert Maier, Susanne Popp (Hrsg.): Geschichtsunterricht international. Worldwide Teaching of History. L' enseignement de l' histoire dans le monde. (Studien zur internationalen Schulbuchforschung; Band 117). Hahn, Hannover 2006, ISBN 978-3-88304-317-3.
- mit Wolfgang Hasberg (Hrsg.): Facing – mapping – bridging diversity. Foundation of a European. Discourse on history education. (History education international; Band 1). Wochenschau Verlag, Schwalbach 2011, ISBN 978-3-89974-753-9.